# 安東尼·瑞普
安東尼·狄恩·瑞普（Anthony Deane Rapp，1971年10月26日—）是一位美國演員（於音樂劇、舞台劇、電影中演出）、歌手、作家。2017年10月30日，安东尼·瑞普公开指责演员凯文·史派西在他14岁时意图性侵他。但在2022年10月20日被纽约联邦法院驳回。